# 前肢厥陰心包経
前肢厥陰心包経（ぜんしけついんしんぽうけい）とは、心包経に属する前肢を流れる陰経の経絡である。人間でいうところの手の厥陰心包経に相当する。

## 前肢厥陰心包経に所属する経穴の一覧

### 前槽（ぜんそう）
取穴部位：第5肋間、胸外静脈上方
主治：腋窩痛、肺痛

### 郄門（げきもん）
取穴部位：内関上、浅指屈筋と深指筋間
主治：心痛、吐血、胸痛、前肢針麻酔

### 内關（ないかん）
取穴部位：橈骨下1/4、橈骨と尺骨の間
主治：胃痛、熱病、心臓疾患、腹痛

### 労宮（ろうきゅう）
取穴部位：第2と第3中手骨間の血管上
主治：嘔吐、関節痛、屈腱炎

### 中衝（ちゅうしょう）
取穴部位：第3指先端の中央
主治：昏睡、熱性病、前肢端炎